# Mr. Bones (jeu vidéo)
Cet article concerne le jeu vidéo. Pour les articles homonymes, voir Mr. Bones.
Mr. Bones (ミスター・ボーンズ) est un jeu vidéo d'action et de plates-formes sorti exclusivement sur Sega Saturn le 18 octobre 1996 en États-Unis, puis à partir du 13 mars 1997 en Europe et le 26 juin 1997 au Japon. Il a été développé par Zono et SegaSoft et édité par Sega.
La bande originale du jeu a été composée et interprétée par Ronnie Montrose et une partie des scènes cinématiques a été réalisée par Angel Studios Interactive Entertainment.